# A Flower Bookmark 2
A Flower Bookmark 2 (꽃갈피둘?, Kkotgalpi dulLR) è un EP della cantante sudcoreana IU, pubblicato nel 2017 dall'etichetta discografica Fave Entertainment.

## Il disco
A Flower Bookmark 2 si compone di cover di canzoni coreane nostalgiche distribuite tra gli anni Sessanta e Duemila, tra cui Autumn Morning (Yang Hee-eun e Lee Byung-woo, 1991), Last Night Story (Sobangcha, 1988), Sleepless Rainy Night (Park Kwang-hyun, 1990), Secret Garden (Lee Tzsche, 2003), By the Stream (Jeong Mi-jo, 1972) e Everyday with You (Deulgukhwa, anni Ottanta). IU contattò personalmente gli artisti per chiedere loro il permesso di ri-interpretare le canzoni.
Il 18 settembre 2017, Autumn Morning fu pubblicata in anticipo per festeggiare il nono anniversario di carriera della cantante. Le altre tracce furono pubblicate digitalmente quattro giorni dopo insieme al video musicale di Last Night Story e una clip speciale di Sleepless Rainy Night. L'uscita fisica era prevista per il 25 settembre, ma fu rimandata al 12 ottobre perché l'EP doveva originariamente contenere anche With the Heart to Forget You del defunto Kim Kwang-seok; tuttavia, in seguito a rivelazioni sulla morte della figlia, la casa discografica Loen decise di togliere la traccia. Quest'ultima fu poi pubblicata il 6 gennaio 2018 insieme al video musicale.

## Successo commerciale
Autumn Morning si posizionò contemporaneamente al primo posto di tutte le classifiche in tempo reale e della classifica settimanale Instiz due giorni dopo la pubblicazione, e raggiunse il primo posto della Gaon Digital Chart.
The Korea Herald disse che all'EP mancavano emozioni grezze e che la voce di IU non riusciva a portare il peso e le emozioni complicate dei brani originali.
La recensione di Billboard fu positiva, spiegando che il disco le permetteva di dimostrare il suo valore "come una delle cantautrici più formidabili della Corea del Sud".

## Tracce
1. Autumn Morning (가을 아침; Ga-eul achim) – 3:38
2. Secret Garden (비밀의 화원; Bimir-ui hwa-won) – 3:45
3. Sleepless Rainy Night (잠 못 드는 밤 비는 내리고; Jam mot deureun bam bineun naerigo) – 4:27
4. Last Night Story (어젯밤 이야기; Eojetbam i-yagi) – 3:54
5. By the Stream (개여울; Gae-yeo-ul) – 5:38
6. Everyday with You (매일 그대와; Mae-il geudae-wa) – 3:45

## Classifiche
| Classifica (2017) | Posizione massima |
| ----------------- | ----------------- |
| Corea del Sud     | 3                 |